# سانسور (روان‌کاوی)
در روان‌کاوی، زیگموند فروید سانسور (آلمانی: Zensur) را فرایندی می‌دانست که خاطرات و رؤیاها را در مسیرشان برای ورود به خودآگاه وارسی می‌کند.

## در خواب
به باور فروید با اینکه هنگام خواب تکانه ناخودآگاه از رهایی ذهن از واپس‌رانی، برای باز کردن راهش به خودآگاه توسط رؤیا استفاده می‌کند اما مقاومت ایگو از بین نمی‌رود؛ بلکه صرفاً کاهش می‌یابد و بخشی از آن به جهت سانسور باقی می‌ماند. در نتیجه شدت سانسور رؤیاها، به منظور غیرقابل تشخیص کردن معنی ممنوعه آن‌ها، افکار نهفته رؤیا ناگزیرند نرم شوند و تغییر کنند.